# 宮脇詩音
宮脇 詩音（みやわき しおん、1990年2月28日 - ）は、日本の女性歌手。本名、同じ。長崎県大村市出身。芸能事務所はエイベックス・ミュージック・クリエイティヴを経て、現在はフリーランス。 歌手としての活動以外にCM出演やイベントMCなど、幅広くマルチに活動。2023年1月1日にデジタルクリエイター大也との入籍をSNSにて報告。A型。身長158cm。スターライト長崎校出身。

## 来歴
9歳で歌手になることを目指し、地元のダンスボーカルスタジオ スターライトスクール長崎校に通う。
2001年
11歳で参加した「九州・沖縄スターライトオーディション2001」でグランプリを受賞。
2002年
12歳で参加した「エイベックスオーディション2002」で優秀者として選出されたのを機に故郷の長崎から上京し、avex artist academyにて約4年間に及ぶ長期レッスンを受ける。
2007年
7月25日にシングル『BOY』でデビュー。9月には1000枚の自主制作CD「Shinin' Star」を自らの手で1000人に届ける「1000枚CD」企画がスタート。
2008年
前年から続いていた「1000枚CD」企画を3月に達成。8月6日には1stミニアルバム「dear」をリリース。
2009年
自らの恋愛経験を綴った携帯小説「コイウタ」を執筆、ケータイ小説サイト「野いちご」にて発表。実体験がありのままに描かれた内容は女子中高生を中心に注目を集め、連載開始約3か月で累計100万PVを突破。ノンフィクションランキング1位を記録した。9月2日にリリースされた2ndミニアルバム「LOVE SONGS ‐コイウタ-」では、ケータイ小説で告白したエピソードをベースに全曲の作詞を手がける。
2010年
3月19日に携帯小説「コイウタ」が主婦の友社より書籍化され、再び話題となった。11月3日 野いちごケータイ小説「世界を敵にまわしても」主題歌として、小説タイトルと同名楽曲「世界を敵にまわしても」を配信限定シングルとしてリリースする。
2011年
1月から4月までMTVジャパンで放送された『SHIBUHARA GIRLS』に出演。同年6月に催された同番組絡みの音楽イベント『MTV VIDEO MUSIC AID JAPAN』では、番組で共演していたソンイ、秋元梢、石川マリーとともに進行役を務めた。4月13日 配信限定シングルとして「リプライ」と「WITH U」をリリース。「リプライ」の作詞は松井五郎が担当。そのリリースを最後に当時所属していたエイベックス・マネジメントを離れ、インディーズで音楽活動を続ける。
2015年
7月に所属事務所を エイベックス・ミュージック・クリエイティヴとし、1stフルアルバム「GIRL」のリリースをもって再デビューを遂げる。「GIRL」の発売前には全国のタワーレコード全店を巡り、自ら来店者へリリース告知のフライヤー配布を行うなどの宣伝活動を敢行。アルバム収録曲「この世界で想うたった一人のひと」のミュージック・ビデオでは、日本人アーティストとしては初となる“世界遺産アンコール・ワット”にて撮影を行い話題に。12月2日 シングル「最後のやさしさ/花開く時」をリリース。「最後のやさしさ」はハウステンボスのクリスマスCMソングとして起用され、本人も同CMに出演。「花開く時」はテレビ朝日系アニメ「ブレイブビーツ」のエンディングテーマとなっている。
2016年
テレビアニメ「暗殺教室」ED曲、挿入歌を担当。4月13日、暗殺教室ED曲「欠けた月」「また君に会える日」を含むmini album「ソラ」をリリース。11月19日公開の 劇場版「暗殺教室　365日の時間」の主題歌「始業のベル」の歌唱を担当。12月21日、劇場版「暗殺教室 365日の時間」主題歌「始業のベル」、  B1リーグに所属する横浜ビー・コルセアーズ公式テーマソング『明日へのパス』を収録したフルアルバム 「SHARE THE HAPPY」をリリース。更に同年、人気アプリ「SNOW」とコラボレーションを行い、アーティスト史上初となる「SNOW」アプリのスタンプのデザインも手掛ける。 そのコラボレーションを記念して制作した新曲「#どこでもシェア 〜girlyparty〜」のMusic Videoでは世界初となるSNOWアプリ動画だけで制作されたことで話題となった。
2017年
自身がファションアンバサダーを務めるシューズブランド「AcureZ」と組み、オリジナルモデルのパンプスのデザインを手掛ける。
2018年
テレビアニメ「ポチッと発明!ピカちんキット」のEDを担当。伊藤一朗との企画ユニット「はじめあきらとつくもちゃん」の「つくもちゃん」として活動。
2019年
長年所属していた事務所、エイベックスを離れ10月よりフリーランスとしての活動をはじめる。11月2日から放送開始した、Abema TV 恋愛リアリティーショー「こじらせ森の美女」に出演。
2020年
生配信アプリ「Pococha」での配信をスタート。
2021年
長崎国際テレビ「釣り聖地化TV」にMCとしてレギュラー出演。
2022年
長崎国際テレビ「釣り聖地化TV」× 「VARIVAS」のYouTube新番組「ばり聖地化TV」レギュラー出演。自身のアーティスト活動15周年を記念した初のセルフプロデュース ミニアルバム「WITH」をクラウドファンディングにて制作し、目標達成した記念にリード曲「Believe in Love」のMVも制作。長崎国際テレビ発の長崎を元気にするプロジェクト「やるバイ!元気宣言」のキャンペーンソングに新曲「With Me feat.102(Prod.by DJ IRISA a.k.a NOBU)/宮脇詩音」が決定。ミニアルバム「WITH」をリリースし、7月には15周年記念「宮脇詩音~15th Anniversary Live~」を渋谷Spotify O-Crestにて開催。
2025年
5月5日、第1子妊娠を報告。

## ディスコグラフィー

### シングル
| 発売日        | 商品名                       | レーベル        | 品番                     |
| ------------- | ---------------------------- | --------------- | ------------------------ |
| 2007年7月25日 | BOY                          | rhythm zone     | RZCD-45578/B・RZCD-45579 |
| 2007年11月3日 | Shinin’Star (1000枚限定生産) | Rhythm REPUBLIC | RRCD-85358               |
| 2015年12月2日 | 最後のやさしさ/花開く時      | avex trax       | AVCD-83366/B             |

### ミニ・アルバム
| 発売日        | 商品名                | レーベル     | 品番         |
| ------------- | --------------------- | ------------ | ------------ |
| 2008年8月6日  | dear                  | rhythm zone  | RZCD-45734/B |
| 2009年9月2日  | LOVE SONGS -コイウタ- | rhythm zone  | RZCD-46301/B |
| 2016年5月25日 | ソラ                  | avex trax    | AVCD-93435   |
| 2022年6月15日 | WITH                  | 自主レーベル | SMC-001      |

### フル・アルバム
| 発売日         | 商品名          | レーベル  | 品番       |
| -------------- | --------------- | --------- | ---------- |
| 2015年7月25日  | GIRL            | avex trax | AVCD-93150 |
| 2016年12月21日 | SHARE THE HAPPY | avex trax | AVCD-93545 |

### 配信限定シングル
| 発売日         | 商品名                                               | レーベル                   |
| -------------- | ---------------------------------------------------- | -------------------------- |
| 2010年11月3日  | 世界を敵にまわしても                                 | rhythm zone                |
| 2011年4月13日  | リプライ                                             | rhythm zone                |
| 2011年4月13日  | WITH U                                               | rhythm zone                |
| 2016年1月6日   | 欠けた月                                             | avex trax                  |
| 2016年1月13日  | お気に入りの靴                                       | avex trax                  |
| 2016年1月20日  | まるで初恋                                           | avex trax                  |
| 2016年7月20日  | #どこでもシェア ～girlyparty～                       | avex trax                  |
| 2016年10月19日 | 明日へのパス                                         | avex trax                  |
| 2016年11月19日 | 始業のベル -movie size-                              | avex trax                  |
| 2017年6月21日  | 小さな手 / ワッショイ!                               | avex trax                  |
| 2019年7月19日  | WE NEED A CHANGE (feat. Band Famous) / 宮脇詩音&SL.P | DIOCIAN INC&Pison Contents |
| 2022年7月23日  | With Me (feat. 102)                                  | 自主レーベル               |

### 参加作品
| 発売日         | 曲名                   | 収録された作品                               |
| -------------- | ---------------------- | -------------------------------------------- |
| 2011年12月21日 | M5 DAYZ feat. 宮脇詩音 | Fuekiss - GIRL                               |
| 2016年05月25日 | M2 月光                | 「暗殺教室」3年E組うた担 - バイバイYESTERDAY |
| 2016年09月28日 | M10 卒業証書           | 「暗殺教室」ベスト・アルバム ~Memories~      |
| 2018年2月9日   | Don't Know Why         | Lee Jun Young, AK, 宮脇詩音 & SL.P           |

## タイアップ
| 曲名             | タイアップ                                                | 収録作品                               |
| ---------------- | --------------------------------------------------------- | -------------------------------------- |
| BOY              | テレビ東京系ドラマ「女子アナ一直線!」イメージソング       | 1stシングル「BOY」                     |
| 最後のやさしさ   | ハウステンボス クリスマス「花と光のクリスマス篇」CMソング | 3rdシングル「最後のやさしさ/花開く時」 |
| 花開く時         | TVアニメ「ブレイブビーツ」エンディングテーマ              | 3rdシングル「最後のやさしさ/花開く時」 |
| 欠けた月         | TVアニメ「暗殺教室」第2期エンディングテーマ               | 3rdミニアルバム「ソラ」                |
| また君に会える日 | TVアニメ「暗殺教室」第2期エンディングテーマ               | 3rdミニアルバム「ソラ」                |
| お気に入りの靴   | Lady worker「ここちよさ、毎日つづく編」イメージソング     | 3rdミニアルバム「ソラ」                |
| 夢の続き         | デンソーエアリービーズ 2016/17シーズン 公式ソング         | 1stフルアルバム「GIRL」                |

## 出演

### テレビ番組
- MTV SHIBUHARA GIRLS（2011年1月 - 4月、MTVジャパン）
- 釣り聖地化TV（2021年4月 - 、長崎国際テレビ）

### 映画
- 10億円稼ぐ 演出家・テリー伊藤が初監督したドキュメンタリー映画（2010年11月20日公開）

### CM
- ハウステンボス クリスマスCMソング（2015年11月-12月）